# ニューオータニイン横浜プレミアム
ニューオータニイン横浜プレミアム（ニューオータニインよこはまプレミアム）は、神奈川県横浜市中区に所在するニューオータニグループのホテルである。
1977年から2006年2月まで黄金町エリア（中区末吉町）で営業していた「ニューオータニイン横浜」についても本稿で触れる。現存する施設は2010年3月、みなとみらい地区（28街区）に開業したもの。

## ニューオータニイン横浜プレミアム（2010年-）

### 概要
2010年3月に「ニューオータニイン横浜」として開業、2017年より「ニューオータニイン横浜プレミアム」に改称。
桜木町1丁目に大谷工業系のテーオーシーによって竣工した複合テナントビル「TOCみなとみらい」（現：ヒューリックみなとみらい）のホテル棟を賃借する形で開業した。ニューオータニグループでは、ホテルニューオータニ幕張以来17年ぶりの新規開業施設である。
なお、ニューオータニの公式プレスリリースでは、2006年2月まで営業された先代（黄金町）の「ニューオータニイン横浜」については触れておらず、パレスホテルやキャピトル東急ホテルのようなリバイラル（復活）開業とは異なる模様である。ただし、「プレミアム」が付くまでロゴマーク・名称は先代と同一で、公式サイトURLも同じものを引き継いでいる。

### 客室構成
- 客室：ベイビュー・コーナーデラックスルーム（横浜港側・48m2）10室、ベイビュー・スーペリアツイン（30m2）106室、シティー・スタンダードツインルーム（富士山側・22m2）33室。
  - チェックイン 15:00・チェックアウト 12:00
  - 全240室完全禁煙ルーム・全室Serta社製ポケットコイルマットを採用。
  - コンフォート（快眠環境システム導入）2室。
  - 滞在客の安全を考えた[要検証 – ノート]客室・エレベーター、カードキーエントリーシステム。
  - 二重サッシによる遮音・遮光性能の高い客室設計。
- レストラン：「THE sea」ロビー階（3階）150席
  - IH対応レストランキッチン。
- フィットネスクラブ：「MM Begin」（ヒューリックみなとみらい7・8F）
- 駐車場：550台

### 環境対策
- 屋上及び壁面緑化によるヒートアイランド対策。
- 太陽光発電の導入。
- C02の削減に寄与する高効率空調システム「AEMS（エイムス）」の導入。
- 雨水を中水に再利用（ヒューリックみなとみらい内に設置された再生処理プラントで再生された水を、トイレの洗浄水として利用）
- 環境、省エネルギーを配慮した高効率照明器具（LED）の一部採用。
- レストランの調理場は、排熱や油煙の発生を抑える「オール電化」を採用。

## ニューオータニイン横浜（1977年-2006年）
京急本線の黄金町駅と阪東橋交差点（阪東橋駅）の中間にある大岡川を跨ぐ太田橋の傍に所在する「横浜東亜観光ホテル」を、1977年にオーナーの不二サッシグループからニューオータニが買収。子会社として新設した株式会社ニューオータニイン（現在のHRTニューオータニの前身の一部）によって、「ニューオータニイン横浜」として運営を開始した。
客室数はシングルとツインを主体とした計181室（2005年時点）である。レストランとティーラウンジを擁していた。
1987年の大崎ニューシティ（敷地の一部はテーオーシーの所有地である）の開発に伴い開業した「ニューオータニイン東京」は、当初から横浜の運営会社として設立されたニューオータニインによる経営である。
伊勢佐木町6丁目（伊勢佐木モール）の外れである黄金町界隈に至近であるが、周囲はマンションなどの住宅街となっている。また、黄金町駅から太田橋を渡って徒歩2分強ほどであり、京急本線利用での横浜駅や上大岡駅へは10分圏内であるほか東京国際空港へも直通している。反対方向へ4分ほど歩くと阪東橋駅があり、馬車道（関内駅）や桜木町駅、新横浜駅方面へのアクセスが可能である。
2006年2月を以て、施設の老朽化や集客の減少などを理由に「ニューオータニイン横浜」としての営業を終了し、ウィークリーマンション東京（現：マイステイズ・ホテル・マネジメント）へ売却された。
建物は取り壊されずに、約半年をかけて建物の耐震補強工事と内装の全面改装（ユニットバスは除く）、外壁の塗り直しが施され、2006年10月1日にビジネスホテル「ホテルマイステイズ横浜」として開業。現在も営業中である。なお、代表電話番号はニューオータニイン時代のものを継承している。